# Hagenberg (Wien)
Der Hagenberg ist ein 412 Meter hoher, bewaldeter Berg im 13. Wiener Gemeindebezirks Hietzing.

## Geographie
Der Hagenberg liegt im nördlichen Teil des Bezirks Hietzing nahe den beiden alten Ortskernen von Ober Sankt Veit und Hacking. Der Berg gehört zum Lainzer Tiergarten. In nächster Nähe des Berges liegen im Norden der Nikolaiberg und im Westen der Johannser Kogel. Im Westen und Süden wird der Hagenberg durch den Schallautzergraben begrenzt, der in den Grünauer Bach mündet. Der Berg ist Teil des Wienerwaldgebirges, des nordöstlichsten Ausläufers der Ostalpen.

## Namensherkunft
Erstmals urkundlich belegt ist der Hagenberg 1377 als Hekenperg. Teilweise wurde der Riedname auch als Vorderer bzw. Hinterer Hagenberg genannt. Vermutlich entstammt der Name nicht dem Wort Hag, sondern hat seine Wurzel im nahegelegenen Dorf Hacking, daher ist die immer wieder verwendete Schreibweise Hackenberg die historisch zutreffendere. Mehrfach wurden am Hagenberg auch Weingärten genannt, heute existieren hier jedoch keinerlei Weinreben mehr.